# Hristijan Dragarski
Hristijan Dragarski (in macedone Христијан Драгарски?; Bitola, 16 aprile 1992) è un calciatore macedone, difensore del Voska Sport.

## Carriera

### Club
Dopo aver giocato per 5 stagioni con il Pelister, nell'estate del 2014 ha firmato un contratto con i rumeni del Concordia Chiajna. Dopo solamente una stagione al Concordia, nell'estate del 2015 si è accasato ai serbi del Radnik Surdulica, neopromossi e alla loro prima esperienza nella massima serie serba. Dopo non aver giocato nessuna partita con il Radnik, viene svincolato.
Nel gennaio 2019 firma un contratto con lo Struga.
Nel giugno 2021 firma un contratto annuale con i campioni d'Albania del Teuta.

### Nazionale
Ha rappresentato le nazionali giovanili macedoni Under-19 ed Under-21.

## Palmarès

### Club

#### Competizioni nazionali
- Vtora makedonska fudbalska liga: 1

Pelister: 2011-2012